# Kolec Traboini
Kolec Traboini (ur. 14 lutego 1946 w Szkodrze) – albański pisarz i scenarzysta.

## Życiorys
Syn nauczyciela i publicysty Paloka Traboiniego. Po ukończeniu średniej szkoły pedagogicznej odbył służbę wojskową, a następnie przez cztery lata pracował w tartaku w Szkodrze, zanim zdecydował się rozpocząć studia. W 1974 ukończył studia z zakresu języka i literatury albańskiej na Uniwersytecie Tirańskim i w latach 1975-1991 pracował jako redaktor w Studiu Filmowym Nowa Albania. W tym samym czasie powstały pierwsze jego opowiadania. W Nowej Albanii początkowo przygotowywał teksty do kronik filmowych, z czasem całkowicie poświęcił się pisaniu scenariuszy do filmów dokumentalnych. Po reorganizacji Studia objął stanowisko szefa redakcji filmów dokumentalnych. Napisał łącznie 25 scenariuszy do filmów dokumentalnych, a także cztery scenariusze filmów animowanych. W latach 1987–1988 został dwukrotnie wyróżniony nagrodą państwową.
W 1991 wyjechał wraz z rodziną do Grecji, gdzie przez pewien czas kierował pismem Ignatia. Z Grecji udał się do USA. W latach 90. wydano kilka jego powieści. Mieszka w Bostonie.
W 2001 został wybrany do władz Światowej Ligi Albańczyków, organizacji skupiającej przedstawicieli diaspory. Od 2005 wydał kilka tomików poezji, był także tłumaczem na język albański poezji Kostisa Palamasa i Jorgosa Seferisa.

## Twórczość

### Proza
- 1973: Petalet e bajames së hidhur (Płatki gorzkich migdałów, opowiadania)
- 1995: Balada e largësive (Ballada o oddaleniu)
- 1995: Gjurmë në histori (Ślady w historii)
- 2000: Katërkëndëshi i mundimeve
- 2007: Bukuri shkodrane (Piękność ze Szkodry)

### Poezja
- 1995: Rapsodi ushtore : kreshnikët e demokracisë : poemë
- 2002: Mos vdis dashuri (Niech miłość nie umiera)
- 2004: Nokturn
- 2005: Requiem për një gjethe (Requiem dla liścia)
- 2006: Trinia ime (Moja Trójca)
- 2012: Lule pellazgjike: lirika
- 2012: U dashka te dal naten vone
- 2013: E kam atdheun tek porta (Ojczyzna u bram)
- 2020: Zogjtë e Arlingtonit

### Scenariusze filmów dokumentalnych
- 1974: Fierza ushton (Fierza walczy)
- 1976: Ne Këlmend (W Kelmend)
- 1976: Udhëve te adtheut dhe Toka (Drogi Ojczyzny i Ziemia)
- 1977: Asdreni, poet i lulëkuqes dhe vegjelisë
- 1978: Këndon adtheu (Ojczyzna śpiewa)
- 1979: Nënë Shqipëri (Matka Albania)
- 1981: Avni Rustemi
- 1984: Lumi i jetës (Światło życia)
- 1984: Një jetë pranë naftës (Życie obok nafty)
- 1987: Deri ne vdekje (Aż do śmierci)
- 1987: Kolë Idromeno
- 1988: Kështjella e këngëve (Twierdza pieśni)

### Scenariusze filmów animowanych
- 1988: Portreti (Portret)
- 1988: Sinfonia e pyllit (Symfonia lasu)
- 1989: Pushbardhi në spital

### Eseje
- 2005: E vërteta përvëluese e Aristidh Kolias: esse
- 2020: Saga e familjes Traboini nën terrorin komunist: (unë dhe të burgosurit e familjes time)